# Knut Hjeltnes
Knut Hjeltnes (Ulvik, 8 dicembre 1951 – Ulvik, 17 gennaio 2024) è stato un discobolo e pesista norvegese.

## Biografia
Fu nove volte campione nazionale norvegese nel getto del peso e undici volte nel lancio del disco.
Nel 1977 venne trovato positivo a un test antidoping agli steroidi anabolizzanti; divenne così il primo atleta della storia norvegese a essere squalificato per doping.
Come lanciatore del disco prese parte a tre edizioni dei giochi Olimpici, sfiorando il podio a Los Angeles 1984, quando arrivò quarto. Gareggiò anche in due edizioni dei mondiali di atletica leggera e in tre campionati europei (miglior piazzamento il quarto posto a Stoccarda nel 1986).
Morì il 17 gennaio 2024 all'età di 72 anni.

## Manifestazioni internazionali
| Anno | Manifestazione | Sede        | Evento           | Risultato | Misura  | Note                          |
| ---- | -------------- | ----------- | ---------------- | --------- | ------- | ----------------------------- |
| 1976 | Olimpiadi      | Montréal    | Lancio del disco | 7º        | 63,06 m |                               |
| 1978 | Europei        | Praga       | Lancio del disco | 5º        | 63,76 m |                               |
| 1982 | Europei        | Göteborg    | Lancio del disco | 12º       | 56,02 m |                               |
| 1983 | Mondiali       | Helsinki    | Lancio del disco | 9º        | 62,26 m |                               |
| 1984 | Olimpiadi      | Los Angeles | Lancio del disco | 4º        | 65,28 m |                               |
| 1985 | Europei indoor | Atene       | Getto del peso   | 6º        | 19,54 m | Miglior prestazione personale |
| 1986 | Europei        | Stoccarda   | Lancio del disco | 4º        | 65,60 m |                               |
| 1987 | Mondiali       | Roma        | Lancio del disco | 13º       | 61,64 m |                               |
| 1988 | Olimpiadi      | Seul        | Lancio del disco | 7º        | 64,94 m |                               |

## Palmarès
- 9 volte campione nazionale nel getto del peso (1975/1978, 1980/1984)
- 11 volte nel lancio del disco (1975/1976, 1978, 1980/1984, 1986, 1988/1989)